# اودره دانا
اودره دانا (فرانسوی: Audrey Dana‎؛ زادهٔ ۲۱ سپتامبر ۱۹۷۷) یک هنرپیشه و کارگردان فیلم اهل فرانسه است.
از فیلم‌ها یا برنامه‌های تلویزیونی که وی در آنها نقش داشه‌است می‌توان به هر کس سینمای خودش، بومرنگ و اگر من یک پسر بودم اشاره کرد.